# Распутина, Анна Михайловна
А́нна Миха́йловна Распу́тина (в девичестве Шулятикова) (6 декабря 1874, с. Новое Усолье, Пермская губерния — 17 февраля 1908) — участница российского революционного движения, сестра В. М. Шулятикова. С 1906 года — член Летучего боевого отряда Северной области партии социалистов-революционеров, участвовала в подготовке нескольких покушений.
В феврале 1908 года была арестована и приговорена к смертной казни через повешение.

## Биография
Родилась в 1874 году в Пермской губернии. Мать — Александра Кузьминична, отец — Шулятиков, Михаил Иванович.
Брат Шулятиков, Владимир Михайлович, сестра Ольга по мужу Кравцова.
Переехала с семьей в Москву из Перми в 1883 году. Окончила 4-ю женскую Московскую гимназию в 1893 году с серебряной медалью. Окончила Высшие женские Бестужевские курсы в 1896 году.

## Первый арест
Как член группы народовольцев участвовала в организации и работе нелегальной Лахтинской типографии. В июле 1896 года, после разгрома типографии, скрывалась вместе с братом Владимиром и сестрой Ольгой в г. Череповце.
Была арестована в 1896 году вместе с Марией Ветровой и заключена в Петропавловскую крепость. В те годы она проходила под девичьей фамилией — Шулятикова.
В январе 1898 года была выслана в Восточную Сибирь.
В Якутске вышла замуж за политического ссыльного Ивана Спиридоновича Распутина,  с которым познакомилась на этапе следования к месту ссылки. Обвенчаны в тюремной церкви пересыльной тюрьмы г. Якутска). Позже, в Нижнеколымске, родились две дочери: Екатерина (18.06.1899) и Наталья (13.07.1902).

## После ссылки и второй арест
По возвращении из Сибири летом 1903 года Анна поселилась в имении "Ново-Никольское" дяди, Александра Петровича, в Малоярославецком уезде близ села Максимовка Калужской губернии. Управляющим имением был Иван Петрович Чарушников. Там же проживала их сестра, Клавдия Петровна, занимавшаяся всем хозяйством.
В ноябре 1904 года нелегально приехала в Санкт-Петербург.
С 1906 года становится членом Летучего боевого отряда Северной области партии социалистов-революционеров под руководством Трауберга А. Д. (кличка «Карл»). Участвовала в подготовке покушений на начальника Петербургской тюрьмы полковника Иванова, прокурора Главного военного суда генерала Павлова, начальника Главного тюремного управления Максимовского, генерала Мина, известного подавлением Московского восстания на Красной Пресне.
Организатор покушения на министра юстиции Щегловитова.
В результате провокаторской деятельности Азефа Е. Ф. была арестована 7 февраля 1908 года вместе с товарищами и заключена в Петропавловскую крепость.
Петербургским военно-окружным судом была приговорена к смертной казни.
Повешена 17 февраля 1908 года в Лисьем носу близ Петербурга вместе с Лебедевой Е. Н., Лебединцевым В. В., Л. С. Синегубом, Стуре Л. А., Барановым С. Г. и назвавшимся крестьянином Еранского уезда Вятской губернии Смирновым А. Ф.
История членов Летучего боевого отряда, преданных Азефом, легла в основу известного «Рассказа о семи повешенных» Леонида Андреева (1908).
Дочь Наталья Распутина умерла в 1926 году после приступа диабета в Кунцево. Судьбы мужа Ивана Спиридоновича Распутина и дочери Екатерины Распутиной неизвестны.